# Матчи сборной Польши по футболу 1936
В 1936 году сборная Польши провела 5 товарищеских матчей, одержав 1 победу, два матча закончив в ничью и потерпев 2 поражения. Разница мячей 10:15. В рамках футбольного турнира летних Олимпийских игр сборная провела 4 матча, в которых одержала 2 победы при 2 поражениях. Разница мячей 11:10.
В 1936 году сборная выиграла 4 место на олимпийском турнире в Берлине. Руководителем сборной был Юзеф Калюжа, хотя фактически сборную тренировал немецкий специалист Отто Курт (погибший в декабре 1942 под Сталинградом).
В апреле «Рух» (Гайдуки-Велке) совершил турне по Германии, обыграв «SC» (Дрезден) 1-0 и «Фортуну» (Дюссельдорф) 5-1
Бомбардиры сборной Польши в товарищеских матчах 1936 году:
- Хуберт Гад[пол.] — 2 гола;
- Герард Водаж — 2 гола;
- Теодор Петерек — 2 гола;
- Ришард Пец[пол.] — 1 гол;
- Михал Матыас — 1 гол;
- Ежи Восталь[пол.] — 1 гол;
- Хиероним Шварц[пол.] — 1 гол.

Бомбардиры сборной Польши на Олимпийских играх 1936 года:
- Герард Водаж — 5 голов;
- Хуберт Гад[пол.] — 4 гола;
- Теодор Петерек — 1 гол;
- Ришард Пец[пол.] — 1 гол.

## Матч № 59
Товарищеский матч
| Бельгия | 0:2 отчёт (недоступная ссылка) | Польша                         |
|         | Голы                           | Рышард Пец 3′ · Хуберт Гад 76′ |

| | Составы | | |
| Роберт Брает, Роберт Паверик, Филлиберт Смеллинхкс, Пьер Далем, Эмиль Стийнен, Жан Клаассенс, Жак ван Каэленберге, Жан Бришо, Жан Капелль, Бернар Воорхооф, Жан Жамер |         | Спиридон Албаньский, Владислав Щепаняк, Антоний Галецкий, Юзеф Котлярчик, Ян Бадура, Эвальд Дытко, Рышард Пец, Михал Матыас, Фридерик Шерфке, Герард Водаж, Хуберт Гад | Спиридон Албаньский, Владислав Щепаняк, Антоний Галецкий, Юзеф Котлярчик, Ян Бадура, Эвальд Дытко, Рышард Пец, Михал Матыас, Фридерик Шерфке, Герард Водаж, Хуберт Гад |

## Матч № N10
Олимпийские Игры
Первый круг
| Польша                                 | 3:0 отчёт | Венгрия (олимп.) |
| Хуберт Гад 12′, 27′ · Герард Водаж 88′ | Голы      |                  |

| | Составы | | |
| Спиридон Албаньский, Генрик Мартына, Антоний Галецкий, Юзеф Котлярчик, Ян Васевич, Эвальд Дытко, Рышард Пец, Фридерик Шерфке, Теодор Петерек, Хуберт Гад, Герард Водаж |         | Ласло Реги, Кальман Ковач, Йожеф Берта, Пал Лаглер, Лайош Бонихай, Гиула Кипали, Йожеф Сопрони, Гиула Кисс, Липот Каллаи, Андраш Берцес, Михай Чутораш | Ласло Реги, Кальман Ковач, Йожеф Берта, Пал Лаглер, Лайош Бонихай, Гиула Кипали, Йожеф Сопрони, Гиула Кисс, Липот Каллаи, Андраш Берцес, Михай Чутораш |
| Юзеф Калюжа | Тренеры | Золтан Опата | Золтан Опата |

## Матч № N11
Олимпийские Игры
¼ финала
| Польша                                                       | 5:4 отчёт | Великобритания (олимп.)                                        |
| Хуберт Гад 33′ · Герард Водаж 43′, 48′, 53′ · Рышард Пец 56′ | Голы      | Бертрам Клементс 26′ · Эдгар Ширер 71′ · Бернард Джой 78′, 80′ |

| | Составы | | |
| Спиридон Албаньский, Генрик Мартына, Антоний Галецкий, Юзеф Котлярчик, Ян Васевич, Эвальд Дытко, Рышард Пец, Фридерик Шерфке, Теодор Петерек, Хуберт Гад, Герард Водаж |         | Гайдн Генри Хилл, Гай Холмс, Роберт Фултон, Джон Гарднер, Бернард Джой, Джон Сутклифф, Джеймс Крауфорд, Эдгар Ширер, Бертрам Клементс, Фредерик Рилей, Лестер Финч | Гайдн Генри Хилл, Гай Холмс, Роберт Фултон, Джон Гарднер, Бернард Джой, Джон Сутклифф, Джеймс Крауфорд, Эдгар Ширер, Бертрам Клементс, Фредерик Рилей, Лестер Финч |
| Юзеф Калюжа | Тренеры | Вильям Войсей | Вильям Войсей |

## Матч № N12
Олимпийские Игры
Полуфинал
| Польша         | 1:3 отчёт | Австрия (олимп.)                                          |
| Хуберт Гад 73′ | Голы      | Карл Кайнбергер 14′ · Адольф Лаудон 55′ · Франц Мандл 88′ |

| | Составы | | |
| Спиридон Албаньский, Генрик Мартына, Антоний Галецкий, Юзеф Котлярчик, Ян Васевич, Эвальд Дытко, Рышард Пец, Валенты Муселяк, Теодор Петерек, Хуберт Гад, Герард Водаж |         | Эдуард Кайнбергер, Эрнст Кунц, Мартин Каргл, Антон Кренн, Карл Вальмуллер, Макс Хофмейстер, Вальтер Вергинц, Адольф Лаудон, Франц Мандл, Карл Кайнбергер, Франц Фушсбергер | Эдуард Кайнбергер, Эрнст Кунц, Мартин Каргл, Антон Кренн, Карл Вальмуллер, Макс Хофмейстер, Вальтер Вергинц, Адольф Лаудон, Франц Мандл, Карл Кайнбергер, Франц Фушсбергер |
| Юзеф Калюжа | Тренеры | Джеймс Хоган | Джеймс Хоган |

## Матч № 60
Олимпийские Игры
Матч за 3-место
| Польша                                      | 2:3 отчёт | Норвегия                   |
| Герард Водаж 5′ · Теодор Петерек 24′ (пен.) | Голы      | Арне Брустад 15′, 21′, 84′ |

| | Составы | | |
| Спиридон Албаньский, Владислав Щепаняк, Антоний Галецкий, Вильгельм Гура, Францишек Цебуляк, Эвальд Дытко, Валериан Киселиньский, Михал Матыас, Теодор Петерек, Хуберт Гад, Герард Водаж |         | Хенри Йохансен, Нильс Эриксен, Ойвинд Холмсен, Фритьоф Уллеберг, Йорген Юве, Рольф Хольмберг, Магдалон Монсен, Рейдар Кваммен, Альф Мартинсен, Одд Францен, Арне Брустад | Хенри Йохансен, Нильс Эриксен, Ойвинд Холмсен, Фритьоф Уллеберг, Йорген Юве, Рольф Хольмберг, Магдалон Монсен, Рейдар Кваммен, Альф Мартинсен, Одд Францен, Арне Брустад |
| Юзеф Калюжа | Тренеры | Асбьёрн Халворсен | Асбьёрн Халворсен |

## Матч № 61
Товарищеский матч
| Латвия                                      | 3:3 отчёт (недоступная ссылка) | Польша                                                  |
| Эрикс Петерсонс 67′ · Янис Розитис 71′, 86′ | Голы                           | Ежи Восталь 20′ · Михал Матыас 27′ · Хиероним Шварц 58′ |

| | Составы  | | |
| Альфредс Лаздиньш, Петерис Лаукс, Францис Макаркис, Мааксс Левитанусс, Янис Лидманис, Альфредс Вернерс, Янис Розитис, Эрикс Петерсонс, Альбертс Шейбелис, Эрикс Райстерс, Рудольфс Славишеньс |          | Эрик Татуш 64', Владислав Щепаняк, Юлиуш Йокщ, Юзеф Жижка, Францишек Цебуляк, Ян Лесяк, Эдвард Миллер, Михал Матыас, Ежи Восталь, Леонард Пьёнтек, Хиероним Шварц | Эрик Татуш 64', Владислав Щепаняк, Юлиуш Йокщ, Юзеф Жижка, Францишек Цебуляк, Ян Лесяк, Эдвард Миллер, Михал Матыас, Ежи Восталь, Леонард Пьёнтек, Хиероним Шварц |
| Александрс Варакайс | Запасные | Луцьян Рудницкий 64' | Луцьян Рудницкий 64' |

## Матч № 62
Товарищеский матч
| Югославия | 9:3 отчёт (недоступная ссылка) | Польша                                     |
| Благое Марьянович 3′, 19′, 44′, 75′ · Никола Перлич 11′, 61′ · Войин Божович 35′, 67′ · Александар Тирнанцич 85′ | Голы                           | Теодор Петерек 53′, 78′ · Герард Водаж 80′ |

| | Составы  | | |
| Франьйо Глазер, Бернард Хигл, Йозо Матошич, Милирад Арсеньевич, Звонко Язбеч, Густав Лехнер, Александар Тирнанцич, Благое Марьянович, Джордже Лоянцич, Войин Божович, Никола Перлич |          | Эдвард Мадейский 45', Вильгельм Гура, Антоний Галецкий, Юзеф Котлярчик, Ян Васевич, Эвальд Дытко, Рышард Пец, Фридерик Шерфке, Теодор Петерек, Хуберт Гад, Герард Водаж | Эдвард Мадейский 45', Вильгельм Гура, Антоний Галецкий, Юзеф Котлярчик, Ян Васевич, Эвальд Дытко, Рышард Пец, Фридерик Шерфке, Теодор Петерек, Хуберт Гад, Герард Водаж |
| | Запасные | Станислав Анджеевский 45', Генрик Мартына | Станислав Анджеевский 45', Генрик Мартына |

## Матч № 63
Товарищеский матч
| Польша           | 1:1 отчёт (недоступная ссылка) | Третий Рейх      |
| Герард Водаж 70′ | Голы                           | Карл Хохманн 19′ |

| | Составы | | |
| Спиридон Албаньский, Владислав Щепаняк, Генрик Мартына, Юзеф Котлярчик, Ян Васевич, Эвальд Дытко, Рышард Пец, Фридерик Шерфке, Михал Матыас, Хуберт Гад, Герард Водаж |         | Фридрих Бухлох, Пауль Янес, Рейнгольд Мунценберг, Пауль Мехль, Йозеф Родзиньский, Альбин Китцингер, Франц Эльберн, Йозеф Гаушель, Карл Хохманн, Георг Эйлер, Вальтер Гюнтер | Фридрих Бухлох, Пауль Янес, Рейнгольд Мунценберг, Пауль Мехль, Йозеф Родзиньский, Альбин Китцингер, Франц Эльберн, Йозеф Гаушель, Карл Хохманн, Георг Эйлер, Вальтер Гюнтер |

## Матч № 64
Товарищеский матч
| Дания                | 2:1 отчёт (недоступная ссылка) | Польша         |
| Карл Штольц 50′, 66′ | Голы                           | Хуберт Гад 22′ |

| | Составы | | |
| Свенд Йенсен, Пауль Хансен, Оскар Йоргенсен, Эгон Андерсен, Свен Санвиг, П. Тофт-Йенсен, Карл Штольц, Эйолф Клевен, Паули Йоргенсен, Кай Хансен, Эгил Чельсен |         | Спиридон Албаньский, Владислав Щепаняк, Генрик Мартына, Юзеф Котлярчик, Ян Васевич, Эвальд Дытко, Рышард Пец, Фридерик Шерфке, Хуберт Гад, Эрнест Вилимовский, Герард Водаж | Спиридон Албаньский, Владислав Щепаняк, Генрик Мартына, Юзеф Котлярчик, Ян Васевич, Эвальд Дытко, Рышард Пец, Фридерик Шерфке, Хуберт Гад, Эрнест Вилимовский, Герард Водаж |